# Cukrownia „Józefów”
Fabryka Cukru i Rafineria „Józefów” – w Józefowie, zbudowana w 1866 r. przez braci Przeworskich.
Od 1874 roku własność Towarzystwa Akcyjnego Cukrowni i Rafinerii „Józefów”, przy czym kierownictwo spółki sprawowała rodzina Przeworskich. Twórcami Towarzystwa byli Leon Goldstand, Jakub Janasz, Ignacy Leipziger, Justynian i Jan Karnicki, w pracach uczestniczyli również: Jan i Leopold Górscy, Ludwik Ołlendorf i książę Maciej Radziwiłł. W pierwszych zarządach firmy zasiadał Aleksander Goldstand, Wacław Popiel i Władysław Krzywoszewski. Dysponowano kapitałem zakładowym 850 000 rubli, tj. 3400 akcji po 250 rubli.
Była pierwszą cukrownią dyfuzyjną na ziemiach polskich i jedną z pierwszych w świecie. Została rozbudowana w latach 70., od 1881 r. posiadała oświetlenie elektryczne (jedno z pierwszych w europejskich zakładach przemysłowych), do końca XIX wieku należała do największych i najnowocześniejszych cukrowni w Królestwie Polskim. Na przełomie 1874 i 1875 r. wyprodukowała ok. 2 tys. ton cukru rafinowanego, w latach 1911–1914 średnio ok. 6 tys. ton, podobnie w okresie międzywojennym.
W 1918 r. w skład zarządu spółki wchodzili: Dawid Przeworski (prezes), Maurycy Przeworski (wiceprezes), Julian Tołłoczko, Wincenty Przeworski i Jakub Przeworski. Cukrownia posiadała folwarki fabryczne Krosna, Jakubówek i Paulinów.
Statut spółki opublikowany w nr 271 Monitora Polskiego z dnia 24 listopada 1931 r.
W 1938 r. siedziba zarządu znajdowała się przy ul. Trębackiej 15, a zakłady w Płochocinie. Na czele stał zarząd w składzie: Maurycy Przeworski (prezes), dr Jerzy Przeworski, Roman Przeworski, dr Józef Landau, Alfred Przeworski, Tadeusz Przeworski. Dyrektorami byli Maurycy Przeworski (administracja) oraz Bolesław Peretjatkowicz. Kapitał zakładowy wynosił 4,86 mln zł, podzielonych na 5,4 tys. akcji na okaziciela o nominale 900 zł każda. Produkowano kryształ biały i rafinadę – w sezonie 1936/1937 50 129 q. Plantacje obejmowały 1392 ha.
W wyniku agresji III Rzeszy na Polskę, cukrownia 16 grudnia 1939 została przejęta na rzecz Głównego Urzędu Powierniczego Wschód.
W roku 1947 częściowo spłonęła. Po odbudowaniu do roku 1956 działała jako Mazowieckie Zakłady – producent gliceryny.
Następnie po rozbudowie instalacji działa jako Warszawskie Zakłady Przemysłu Spirytusowego i Drożdżowego produkując drożdże, rektyfikat i – od 1972 r. – wódkę. Obecnie Mazowieckie Zakłady Przemysłu Spirytusowego i Drożdżowego POLMOS Spółka Akcyjna.